# Astrocaryum
Astrocaryum är ett släkte av enhjärtbladiga växter som ingår i familjen palmer.
Släktets medlemmar förekommer i Central- och Sydamerika från Mexiko söderut. Flera av släktets palmer odlas för sina ätliga frukter. Från vissa arter utvinns pappersmassa eller olja.

## Bildgalleri

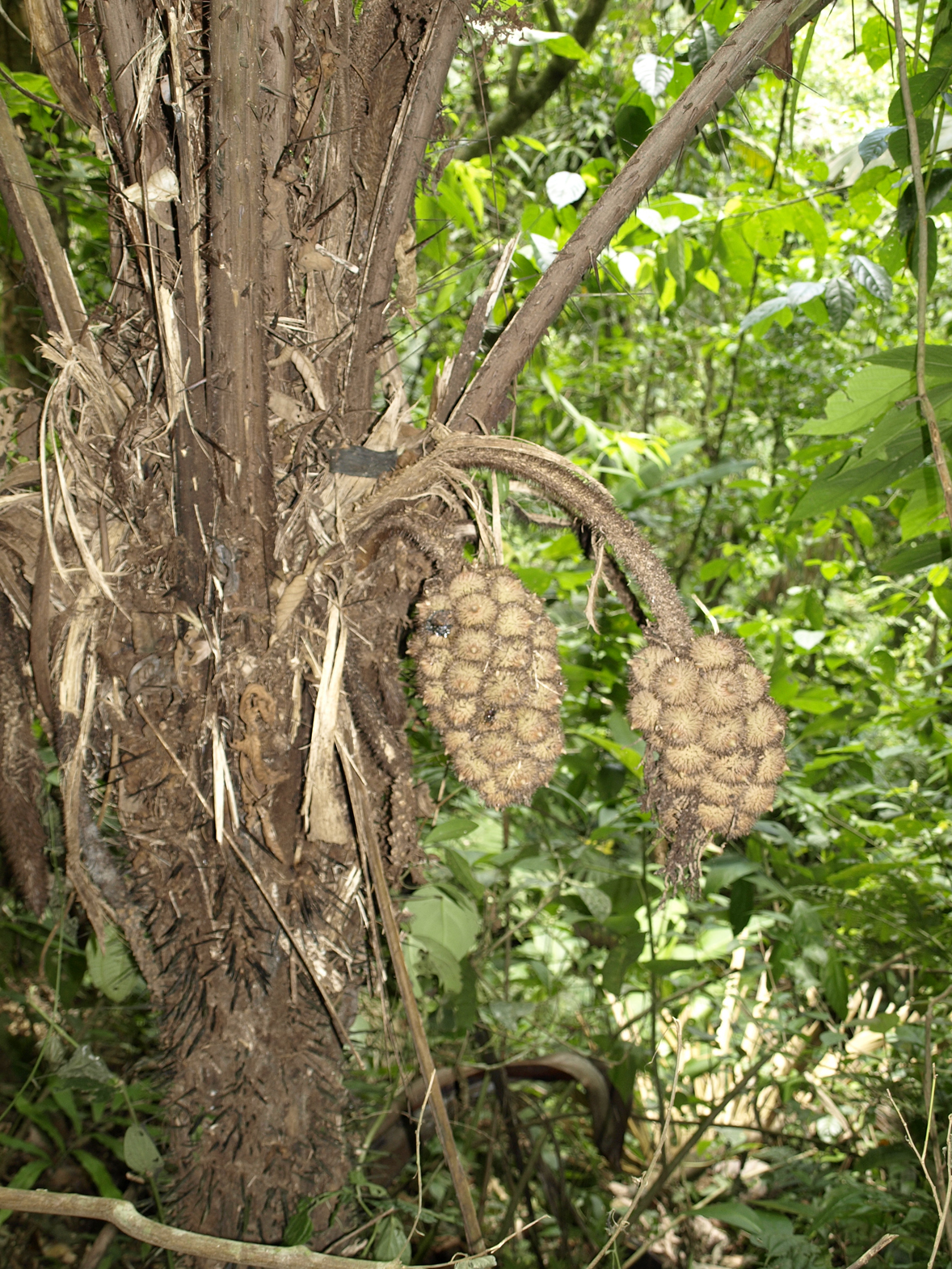
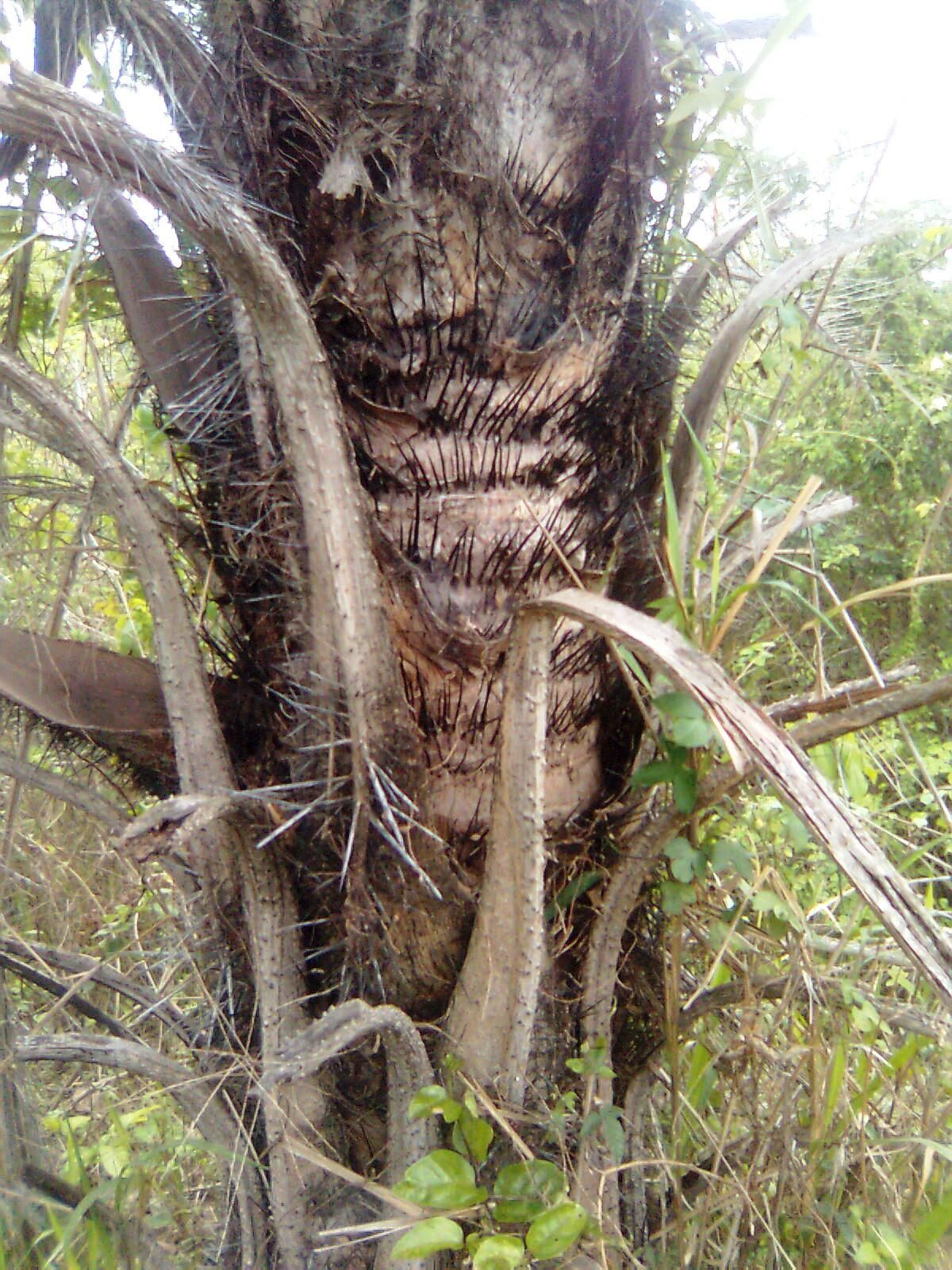
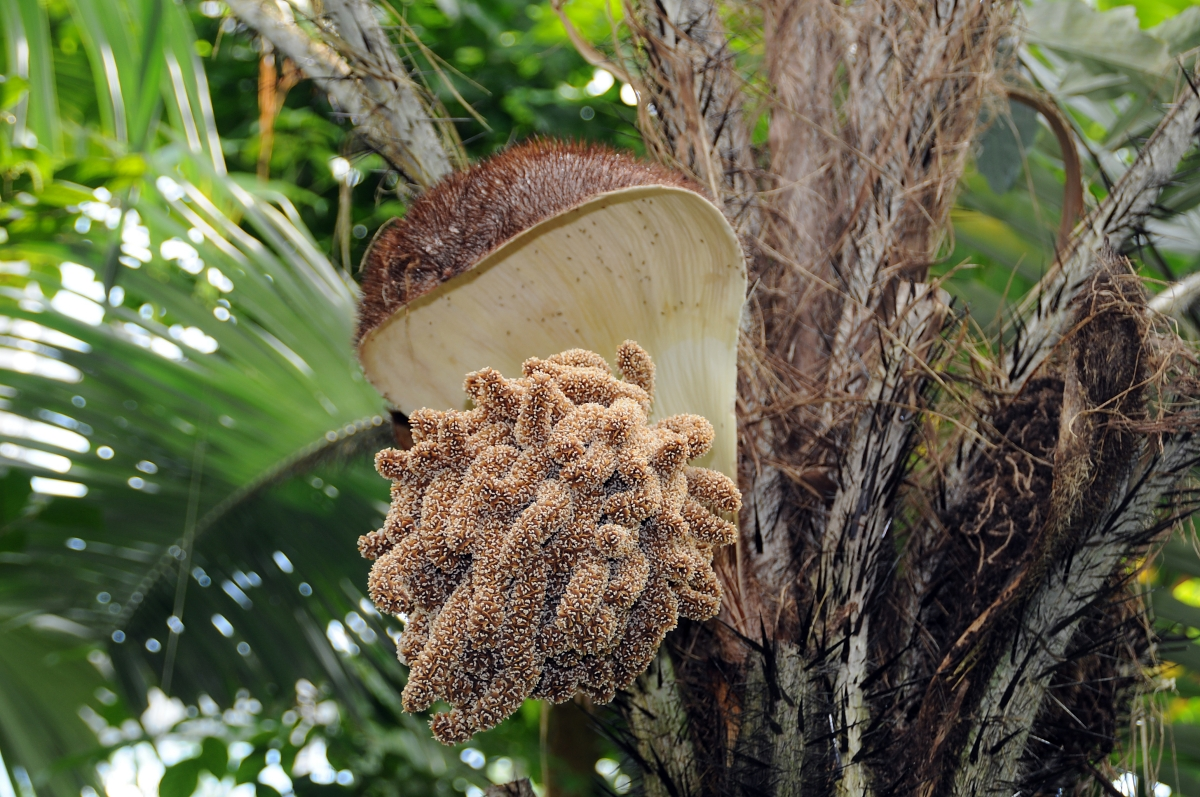

## Dottertaxa tillAstrocaryum, i alfabetisk ordning[1]
- Astrocaryum acaule
- Astrocaryum aculeatissimum
- Astrocaryum aculeatum
- Astrocaryum alatum
- Astrocaryum campestre
- Astrocaryum carnosum
- Astrocaryum chambira
- Astrocaryum chonta
- Astrocaryum ciliatum
- Astrocaryum confertum
- Astrocaryum echinatum
- Astrocaryum faranae
- Astrocaryum farinosum
- Astrocaryum ferrugineum
- Astrocaryum giganteum
- Astrocaryum gratum
- Astrocaryum huaimi
- Astrocaryum huicungo
- Astrocaryum jauari
- Astrocaryum javarense
- Astrocaryum macrocalyx
- Astrocaryum malybo
- Astrocaryum mexicanum
- Astrocaryum minus
- Astrocaryum murumuru
- Astrocaryum paramaca
- Astrocaryum perangustatum
- Astrocaryum rodriguesii
- Astrocaryum sciophilum
- Astrocaryum scopatum
- Astrocaryum sociale
- Astrocaryum standleyanum
- Astrocaryum triandrum
- Astrocaryum tucuma
- Astrocaryum ulei
- Astrocaryum urostachys
- Astrocaryum vulgare